# Auguste de Montferrand

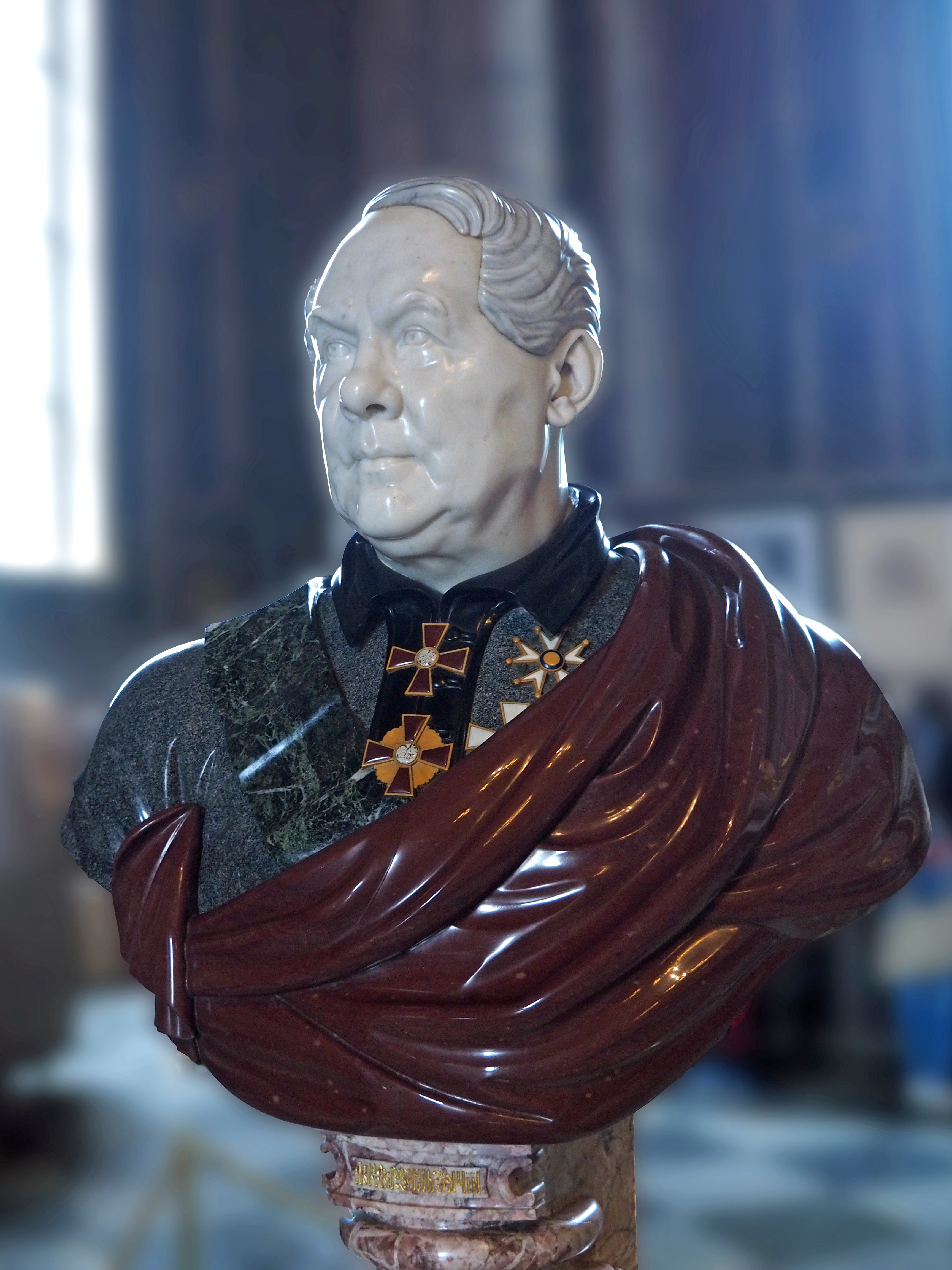
Büste von A. de Montferrand in der St. Isaakskathedrale St. Petersburg

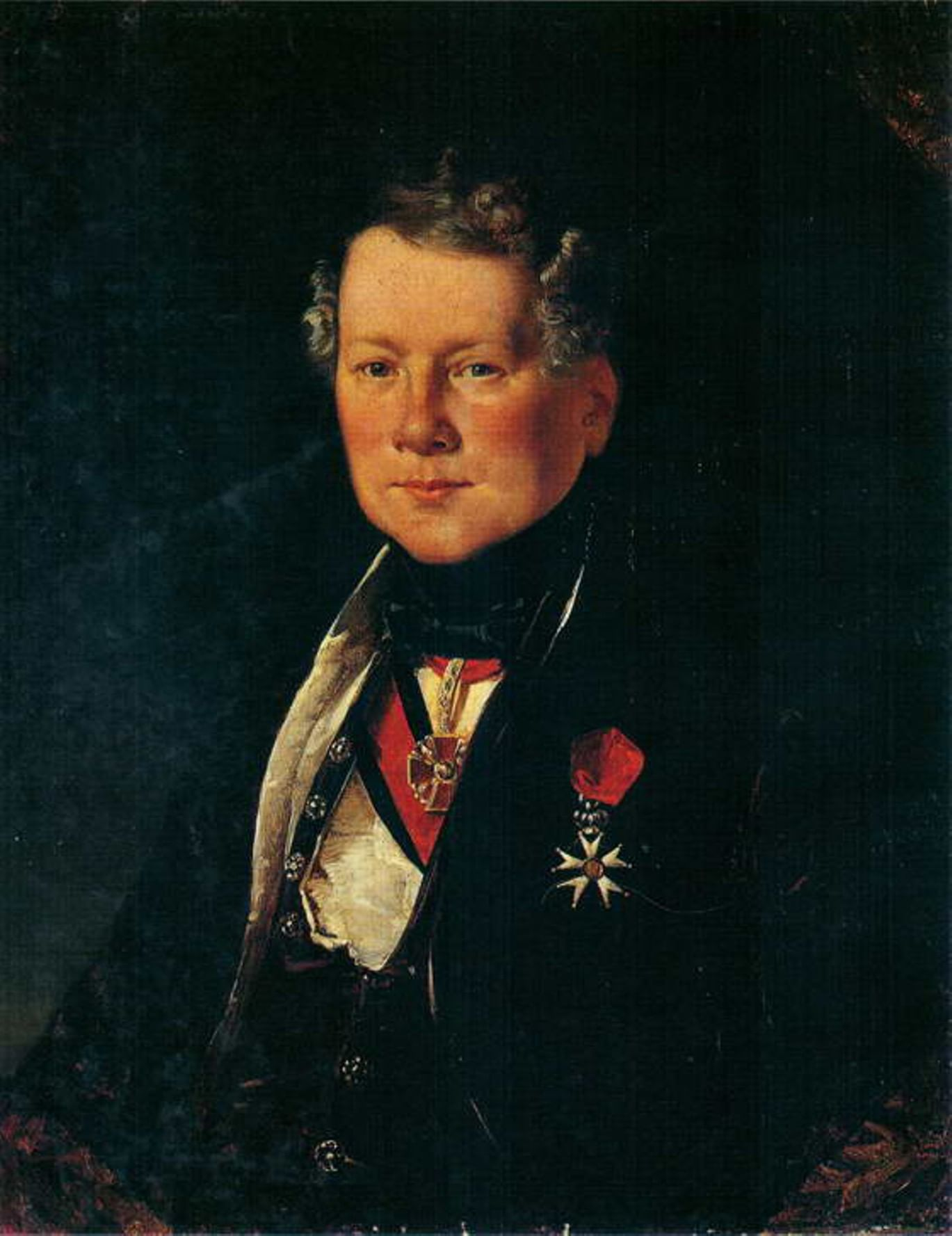
Auguste de Montferrand (Porträt von Eugène Pluchart 1834)

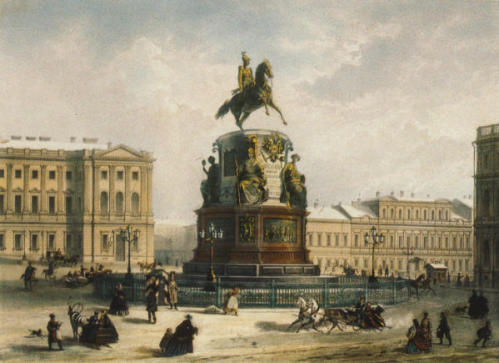
Montferrands Standbild für Nikolaus I. ist eine der wenigen Reiterstatuen der Welt, die allein durch zwei Stützpunkte getragen wird.

Henri Louis Auguste Ricard de Montferrand, eigentlich Henri Louis Auguste Ricard (russisch Анри́ Луи́ Огю́ст Рика́р де Монферра́н; * 24. Januar 1786 in Paris; † 28. Junijul. / 10. Juli 1858greg. in Sankt Petersburg), war ein französischer  Architekt, der in Sankt Petersburg und anderen Städten Russlands wirkte und im Stil des Klassizismus schuf. Da er den Großteil seiner Schaffenszeit und mehr als die Lebenshälfte (42 Jahre) in Russland verbrachte, wird er auch als russischer Architekt französischer Herkunft bezeichnet.

## Leben
Henri Louis Auguste Ricard war der Sohn von Benoît Ricard (1747–1788) aus Clermont-Ferrand (heutiges Département Puy-de-Dôme) und Marie Françoise Louise Fistion (1755–1823). Er wuchs im Stadtviertel Chaillot des 16. Arrondissements auf. Es ist nur wenig über ihn während seiner Lebenszeit in Frankreich bekannt. Er fügte bereits als junger Mann den Zusatz „de Montferrand“ an seinen Namen – zur Erinnerung und Wertschätzung der Herkunftsstadt Montferrand (seit 1731 mit Clairmont zu Clermont-Ferrand zusammengeschlossen) seines Vaters und seiner Ahnen. Auguste Ricard de Montferrand studierte mit 20 Jahren Architektur bei Charles Percier an der „Fachschule für Architektur“ („L’École spéciale d’Architecture“) in Paris. Nach deren Abschluss ging er zur Armee Napoleons und gelangte so nach Russland. 1814 präsentierte er bereits Zar Alexander I. Entwürfe seiner Werke (Bibliothek, Sakralbauten, Reiterstandbilder etc.), woraufhin der Zar ihn für unbegrenzte Zeit nach Russland einlud. Im Jahr 1816 zog er nach St. Petersburg um und ließ sich dort für immer nieder. Hier gewann er einen Wettbewerb zum Entwurf der Isaakskathedrale, deren goldene Kuppel heutzutage die Silhouette von Sankt Petersburg dominiert. Er beaufsichtigte das Bauprojekt von 1818 bis 1858, als die größte orthodoxe Kirche der Welt schließlich vollendet wurde.
Zu weiteren Werken zählen die Innen- und Fassadengestaltung der Heiland-Transfigurationskathedrale in Nischni Nowgorod, Grabdenkmäler, verschiedene Prachtbauten in St. Petersburg, die teilweise nicht mehr existieren. Außerdem entwarf Montferrand zwei Meisterstücke der Ingenieurskunst, das Reiterstandbild Nikolaus’ I. unmittelbar vor der Kathedrale sowie die Alexandersäule auf dem Palastplatz. 1836 ehelichte er Véronique Piq und ließ am Mojkakai 86 sein Stadthaus nach eigenen Plänen errichten.
Ricard de Montferrand starb 1858 an den Folgen einer schweren Rheumakrise nach einer Lungenentzündung. Seinem Wunsch, in seinem Meisterwerk, der orthodoxen Sankt-Isaakskathedrale, beigesetzt zu werden, konnte, da er Katholik war, nicht entsprochen werden. Als Würdigung an ihn, ihren Erbauer, bewegte sich der Trauerzug dreimal von der St. Katharinenkirche, in der die Trauerfeierlichkeiten abgehalten wurde, zu seinem Meisterwerk, der Kathedrale. Am 9. November seines Todesjahres wurde sein Leichnam nach Überführung in seine Geburtsstadt Paris auf dem Friedhof Montmartre beigesetzt.

## Werke (Auswahl)

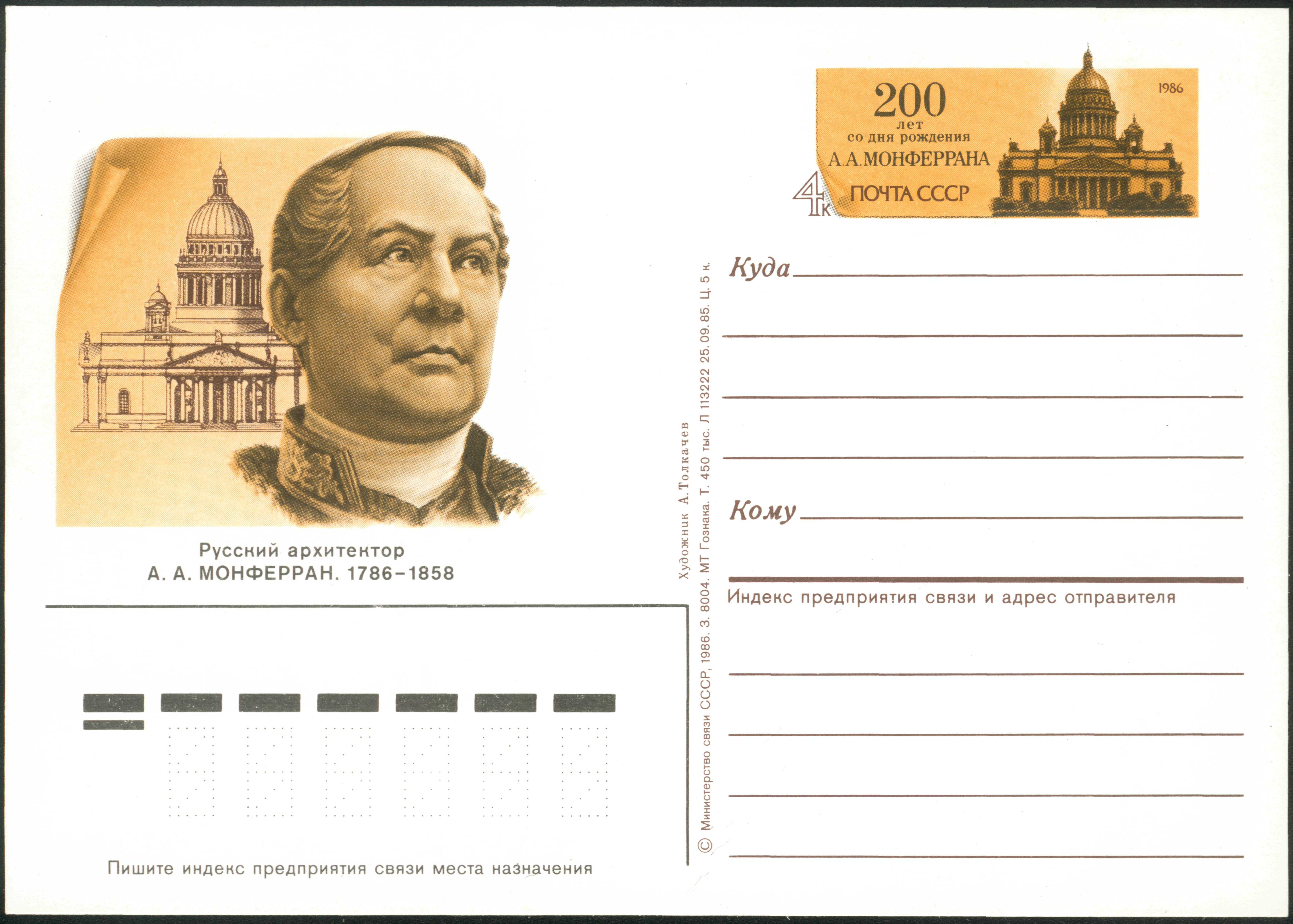
Montferrands Konterfei auf einem Briefumschlag der UdSSR

- Gymnasium „Richelieu“ in Odessa, 1817
- Lobanowa-Rostowskaja-Gebäude, St. Petersburg, 1817–1821
- Industriekomplex der Messe von Nischni Nowgorod, 1817–1822
- Manege, Moskau, 1817–1825
- Kotschubei Gebäude, St. Petersburg, 1818
- Sankt-Isaakskathedrale, St. Petersburg, 1818–1858
- Katherinenhof, Landschaftsgestaltung und Parkpavillons, St. Petersburg, 1821–1823 (zerstört)
- Winterpalast, Restauration der Wandbilder, St. Petersburg, 1827–1828
- Ekaterinow Vokzal (Vauxhall) Pavillon, Park Pawlowsk, St. Petersburg, 1823
- Grab seiner Mutter Louise Fistion, Friedhof Montmartre, Paris, 1823
- Grab des Architekten und Generals Agustín de Betancourt, Friedhof Smolenskoje, St. Petersburg, 1824
- Alexandersäule Zar Alexanders I., St. Petersburg, 1832–1836
- Reiterstandbild Zar Nikolaus’ I., St. Petersburg, 1856–1858